# 舍雷德
舍雷德，是匈牙利费耶尔州所辖的一个村。总面积6.25平方公里，总人口491，人口密度78.6人/平方公里（2011年1月1日）。